# Minergie

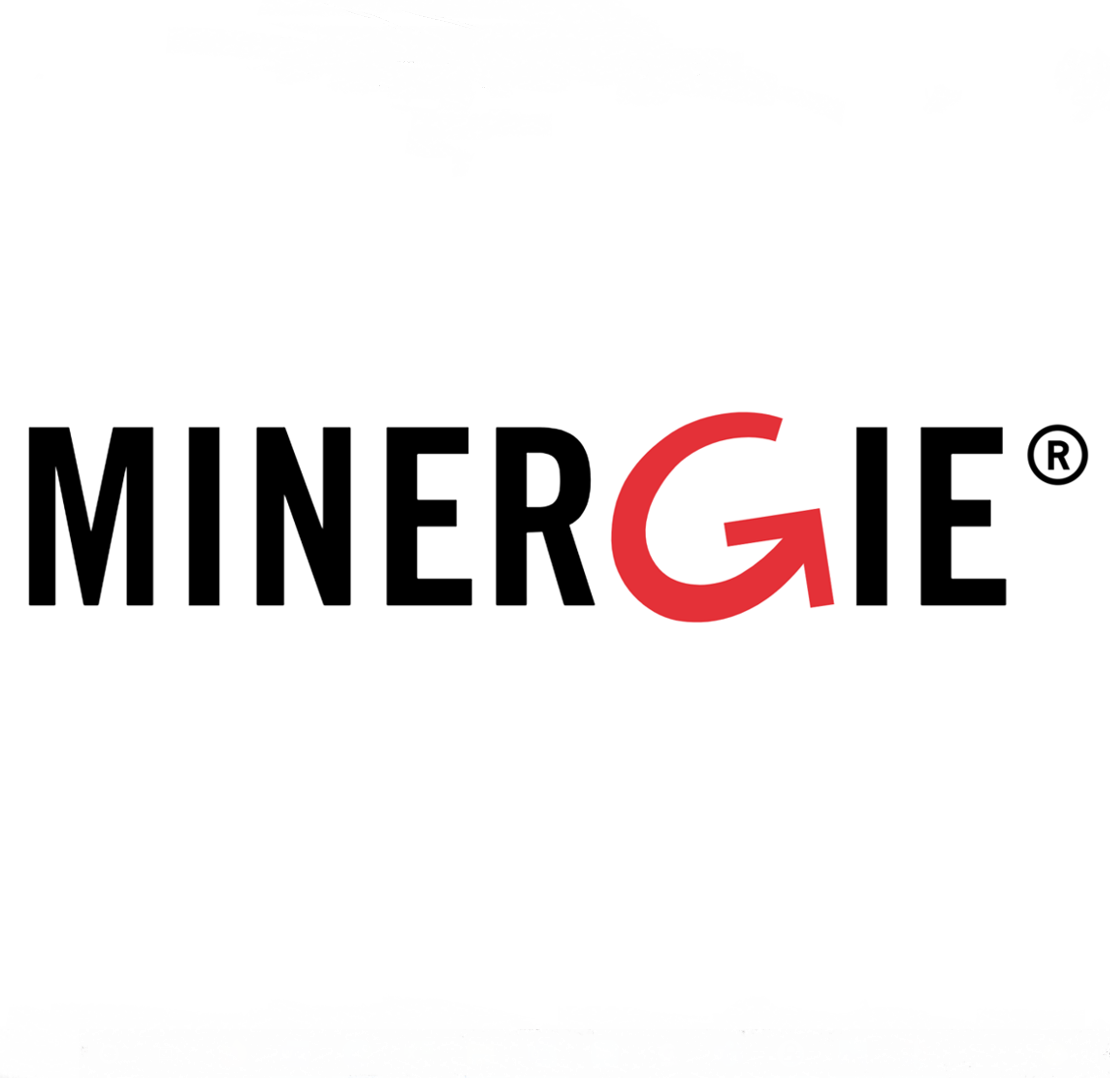
Das farbig gestaltete Logo der Wort-/Bildmarke wie es seit 2017 registriert ist.

MINERGIE ist eine geschützte Schweizer Marke für nachhaltiges Bauen. Sie gehört dem Verein Minergie mit Sitz in Basel. Der Verein betreibt die Zertifizierung und das Marketing dieses Labels. Die nationalen Markenrechte erstrecken sich auf die Schweiz, Liechtenstein, Deutschland und Japan und sind beim DPMA registriert. Die internationale Registrierung als IR-Marke erstreckt sich ebenfalls auf obengenannte Länder und ist bei der WIPO registriert.
Minergie ist der höchste Energiestandard in der Schweiz für Niedrigenergiehäuser. Der Nachfolger Minergie-P ist ähnlich dem Passivhaus-Standard in Deutschland (siehe Passivhäuser), beruht aber auf Schweizer Standards, die dem Schweizer Passivhaus Standard näher kommen. Die Anforderungen sind für zwölf Gebäudekategorien (MFH, EFH, Verwaltung, Schulen, Verkauf, Restaurants, Versammlungslokale, Spitäler, Industrie, Lager, Sportbauten, Hallenbäder) verschieden definiert. Ebenso verschieden sind die Anforderungen bei der Sanierung von Altbauten und für Neubauten.
Zurzeit werden etwa 13 % der Neubauten und 2 % der Sanierungen in der Schweiz nach Minergie zertifiziert. Es handelt sich meist um Wohnbauten, bei den anderen Kategorien existiert teilweise noch kein einziges gebautes Gebäude. Ziel des nationalen Energieprogrammes Energie Schweiz war ein Marktanteil von 20 % der Neubauten bis 2010 und 5–10 % der Sanierungen.
Der Minergie-Standard ist in Ansätzen mit den deutschen Standards KfW40 (Neubauten) und KfW60 (Sanierungen) vergleichbar.
Minergie, als auch Minergie-P, kann zusätzlich als Minergie-ECO, respektive Minergie-P-ECO, zertifiziert werden, wenn zusätzliche Kriterien, die sich auf „gesundes“ Wohnen, Ressourcen-Verbrauch bei der Erstellung und weiteren ökologischen Kriterien beziehen, erfüllt werden.
Seit 2011 können Gebäude auch mit dem neuen Minergie-A (sowie Minergie-A-ECO) zertifiziert werden. Dies entspricht einem Netto-Null- bzw. Netto-Plusenergiehaus.

## Geschichte

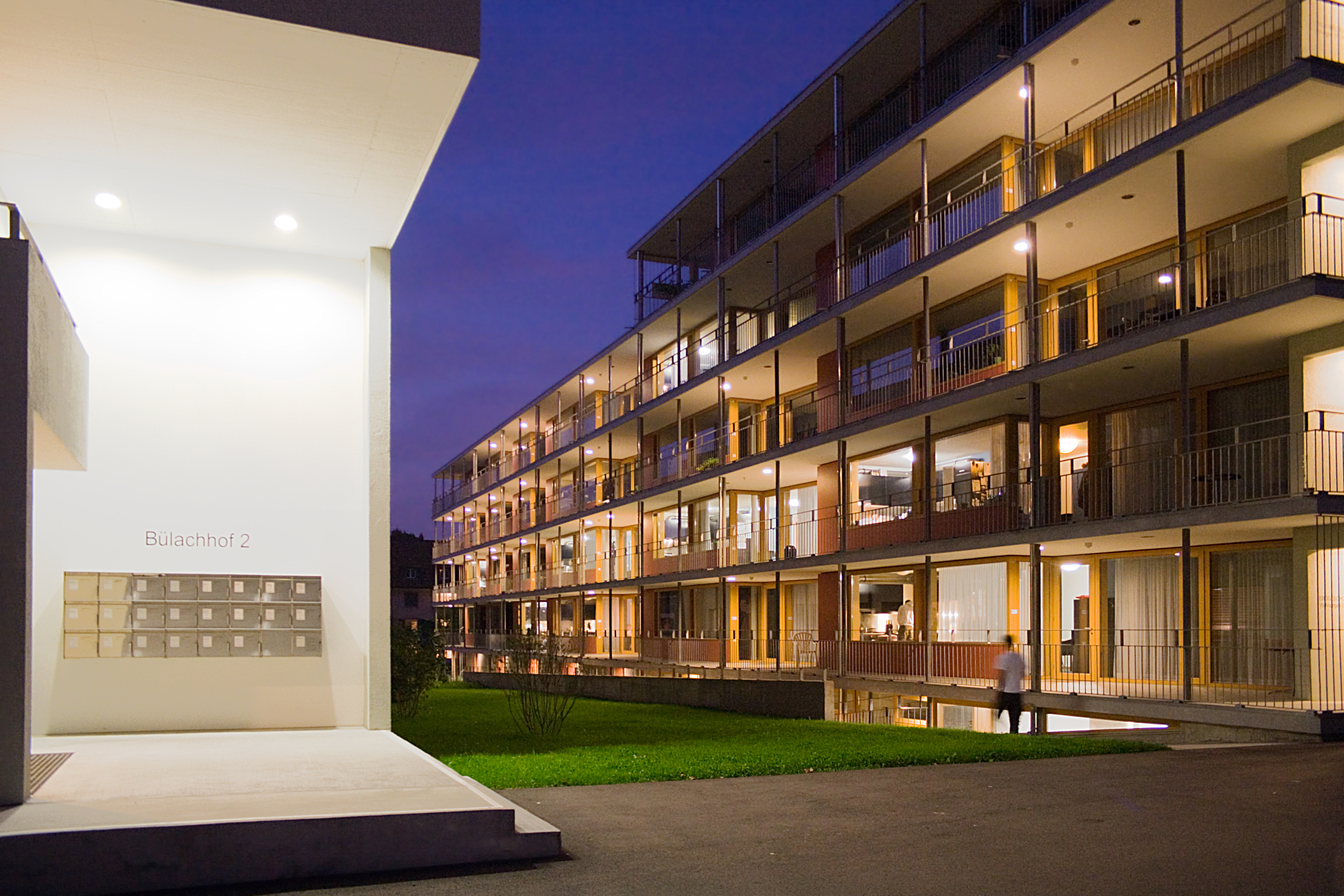
Die Zürcher Studentensiedlung Bülachhof ist ein grosser Minergie-Neubau

Die Idee wurde von Heinz Uebersax und Ruedi Kriesi 1994 kreiert und im selben Jahr konnten die ersten zwei Minergie-Häuser in Kölliken, Schweiz realisiert werden. Basis dazu bildeten die Bau- und Betriebserfahrungen mit der 1988 bis 90 von dem Energieingenieur Ruedi Kriesi und dem Architekten Ruedi Fraefel realisierten Null-Heizenergiesiedlung, Wädenswil. Die Marke war danach im Privatbesitz von Heinz Uebersax, bis sie 1997 von den Kantonen Zürich und Bern übernommen wurde. Während dieser Jahre verdichteten sich Kriesis Vision und technische Konzepte und Uebersax’s Marketingkonzept und Geschäftsmodell zum heutigen Betriebskonzept von Minergie, mit Kriesi als Leiter der Zürcher Energiefachstelle als erstem Implementator bis zur Gründung des schweizerischen Vereins 1998. Franz Beyeler agierte als erster Geschäftsführer. Ab 2016 übernahm Andreas Meyer Primavesi die Geschäftsleitung. Der Kanton Bern, vertreten durch Ruedi Meier, spielte als Co-Initiant, Kommunikator sowie Organisator der Bau- und Minergie-Messe eine Pionierrolle. Der Verein steht aber auch natürlichen und juristischen Personen offen. Das erste Produkt war Minergie als Niedrigenergiestandard. Ende 2001 wurde Minergie-P entwickelt. Die Marken und ihre Standards sind von dynamischer Natur und weitere Produkte und Standards wurden entwickelt und können erwartet werden. Diese Anstrengungen werden weitergeführt. Mitte 2007 gab es über 6700 zertifizierte Minergie und seit 2009 knapp 130 Minergie-P-Objekte im Geltungsbereich der Marken.

## Baustandards und Zusatzprodukte
Heute gibt es für die Minergie-Zertifizierung verschiedene Baustandards sowie Zusatzprodukte
- Minergie für verschiedene Gebäudekategorien: z. B. für Neubauten Wohnen ≤ 55 kWh/(m²·a) gewichtete Endenergie (Minergie-Kennzahl)[8]
- Minergie-P für verschiedene Gebäudekategorien: z. B. für Neubauten Wohnen ≤ 50 kWh/(m²·a) gewichtete Endenergie (Minergie-Kennzahl)[9]
- Minergie-A: Wärmeverbrauch Null oder weniger als Null (Energiebeiträge aus Biomasse zulässig)[10]
- ECO: kann als Zusatzprodukt mit jedem Minergie-Baustandard kombiniert werden und enthält zusätzliche Anforderungen bezüglich Gesundheit (Tageslicht, Schadstoffbelastung, geringe Lärm- und Strahlungswerte) und Ökologie (gut verfügbare Rohstoffe, geringe Umweltbelastung bei Herstellung, Rückbaubarkeit).[11]

## Zertifizierung

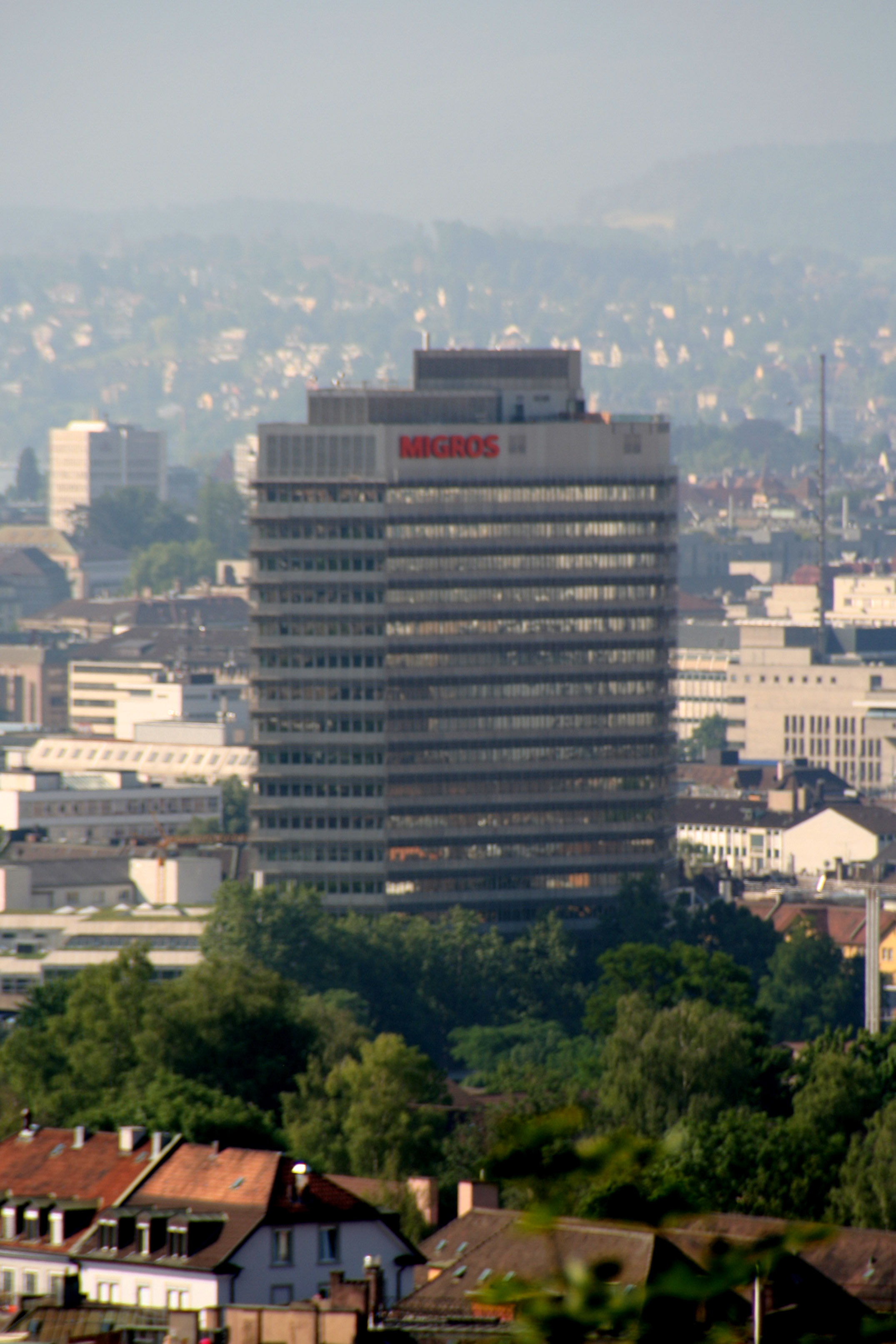
Der Hauptsitz von Migros in Zürich ist nach Minergie saniert worden

Die Zertifizierung nach Minergie erfolgt aufgrund der Prüfung von Planungswerten, es ist also keine Garantie, dass die zertifizierten Werte tatsächlich eingehalten werden. Untersuchungen der Hochschule für Technik, Wirtschaft und Soziale Arbeit St. Gallen zeigen jedoch, dass die Werte bei sanierten Wohnbauten und neugebauten EFH im Schnitt unterschritten werden, lediglich bei neugebauten Wohnbauten werden die Standards in der Praxis knapp überschritten.
Minergie versucht Energiestandards in erster Linie mit einer kompakten, gut isolierten und dichten Gebäudehülle zu erreichen, ergänzt durch eine automatische Belüftung mit Wärmerückgewinnung.
Die Zertifizierung eines Objektes ist kostenpflichtig, für beispielsweise ein normales Einfamilienhaus kleiner als 500 m² betragen die Gebühren zurzeit 900 CHF.
Für die Zertifizierung gibt es bis 2017 zwei Wege: Den Systemnachweis und die Standardlösung.

### Systemnachweis
Für alle Gebäudekategorien mit Ausnahme der neu gebauten EFH muss der Nachweis über den zu erwartenden Energiebedarf pro Fläche erbracht werden. Der Energiebedarf darf bei neuen EFH und MFH 38 kWh/(m²·a) nicht übersteigen. Für Sanierungen gilt ein Grenzwert von 60 kWh/(m²·a). Als Energie wird im Wesentlichen fossile Energie bezeichnet. Das Warmwasser ist im Grenzwert der Einfachheit halber eingeschlossen. Wird das Haus ausschliesslich solar beheizt, spielt Primärenergieverbrauch keine Rolle. Bei Gebäuden über 800 m ü. M. erhöhen sich die Grenzwerte.
Je nach Gebäudekategorie gelten verschiedene zusätzliche Anforderungen neben dem Energieverbrauch. Bei EFH, MFH, Restaurants und Hallenbädern ist eine Lüftungsanlage mit Wärmerückgewinnung zwingend vorgeschrieben. Damit soll gewährleistet werden, dass Minergiebauten nicht nur als energiesparend, sondern für den Bewohner auch als komfortabel wahrgenommen werden. Bei Verwaltungs-, Schulungs- und Verkaufsgebäuden wird zudem eine energieeffiziente Beleuchtung nach SIA 387/4 verlangt.

### Standardlösung
Die Standardlösung existiert seit 2017 nicht mehr im Angebot von Minergie.
Für den einfacheren Nachweis von neu gebauten EFH konnte eine von fünf Standardlösungen gewählt werden:
1. Heizung und Warmwasseraufbereitung ganzjährig mit Wärmepumpenheizung basierend auf Sole
2. Holzheizung mit Warmwasseraufbereitung über Sonnenkollektoren
3. automatische Holzheizung wie Pelletheizung, Warmwasseraufbereitung ebenfalls über die Heizung
4. Nutzung von Fernwärme aus Abwärme
5. Wärmepumpenheizung mit Luft für Raumheizung und Warmwasser

Ferner müssen bei der Wahl von Standardlösungen Dämmwerte eingehalten werden, für Wände 0,2 W/(m²·K) bzw. neu seit 2010: 0,15, für Fenster 1,3 W/(m²·K) bzw. neu seit 2010: 1,0. Zusätzlich ist eine Lüftungsanlage mit Wärmerückgewinnung vorgeschrieben.

## Würdigung
Mit dem Label wurden für den Laien klare Standards im Bereich des Gebäudeheizenergieverbrauchs geschaffen. Nebst dem ökologischen Effekt führt die vorgeschriebene Isolation zu höheren Oberflächentemperaturen und zusammen mit der verbesserten Dichtheit und der Komfortlüftung zu angenehmerem Komfortempfinden und besserem Schutz gegen Aussenlärm und Feuchteschäden. Der zuverlässige Schutz gegen Schimmelpilz beinhaltet einen wichtigen Gesundheitsaspekt.
Die Energieeinsparungen sind beträchtlich. Ein Minergie-Haus benötigt wesentlich weniger Energie, als ein durchschnittliches Gebäude. Der Standard war von Anfang an als rollendes, sich pragmatisch am Stand der Technik orientierendes Instrument mit Breitenwirkung konzipiert. Schon 1997 wurde von Kriesi und Uebersax ein Absenkpfad definiert, auf dem 2001 Minergie-P entsprechend dem Stand der Technik positioniert wurde. 2005 folgte dann die Adaption des Standards des Vereins eco-bau auf die Bedürfnisse von Minergie zum Standard Minergie-Eco, womit dem im Grundstandard formulierten Anliegen nach Thematisierung ökologischer Aspekte Rechnung getragen wurde.

## Kritik
Dem Standard werden verschiedene Kritikpunkte entgegengebracht:
- Um die Wärmeverluste durch Lüftung zu minimieren, schreibt Minergie die automatisierte Lüftung mit Wärmerückgewinnung vor. Die dafür notwendige Lüftungsinstallation erfordert einen Wartungsaufwand wie den regelmässigen Wechsel der Luftfilter
- Bis 2017[13] : Das Kriterium von Minergie, dass die Mehrkosten gegenüber einem „konventionellen Vergleichsobjekt“ nur maximal 10 % ausmachen dürfen, ist nur auf Nachfrage der Zertifizierungsstelle nachzuweisen, weil sie im Normalfall deutlich unterschritten werden. In der Baupraxis sind solche Angaben generell sehr ungenau, weshalb Vergleiche der Kosten von Minergie- und Normalbauten schwierig sind.

## Bestehende Objekte
In der Schweiz führt heute jeder vierte Neubau ein Minergie-Label. Im Kanton Zürich hat sich der Minergie-Standard so weit als Standard durchgesetzt, dass nur noch das Minergie-P Label von der kantonalen Baudirektion gefördert wird.
Die bekanntesten sanierten Minergiebauten sind:
- MGB-Bürohochhaus der Migros
- Ehemaliges UBS-Bürohochhaus und heute städtisches Verwaltungsgebäude Werd in Zürich
- Ehemaliges Swissair-Verwaltungsgebäude im Balsberg, Zürich-Kloten

Die bekanntesten Minergie-Neubauten sind:
- Messe Luzern Halle 2
- Wohnsiedlung Ringstrasse in Chur (Minergie-Eco)
- Bürohaus Leonardo (Credit Suisse) in Zürich-Oerlikon
- Sihlcity in Zürich
- Sunrisetower (BVK) in Zürich
- IBM-Schweiz Hauptsitz Zürich
- SAP-Gebäude in Regensdorf
- ZKB-Neubau in Zürich-Hard
- Neubau der Kantonsschule in Schaffhausen
- Geschäftshaus Boletta in Chur
- diverse Verwaltungsbauten von Swiss Re in Adliswil und Zürich
- Neubau IKEA in Spreitenbach
- Swisscom Businesspark in Bern-Liebefeld
- 100%ig solar beheiztes Mehrfamilienhaus in Oberburg BE
- Green Offices in Givisiez, Freiburg, das erste Minergie-P-Eco-Bürogebäude und Gewinner des Watt d’Or 2008
- Westside in Bern, Einkaufszentrum von Architekt Daniel Libeskind
- Hector Egger Holzbau in Langenthal (Produktionshalle)
- SOL-ARCH² – erstes Plusenergie-Einfamilienhaus in Minergie-P-Eco, Matten bei Interlaken